# 库尔采邑主教区
库尔采邑主教区(德語：  Hochstift Chur, Fürstbistum Chur, Bistum Chur) 是神圣罗马帝国的一个教会公国。他们是神所联盟的领导者，控制着从库尔到恩加丁和温施高间的大片土地。 
作为一个历史上存在的国家，它必须与现存的罗马天主教库尔教区相区分，二者并不是等同概念。

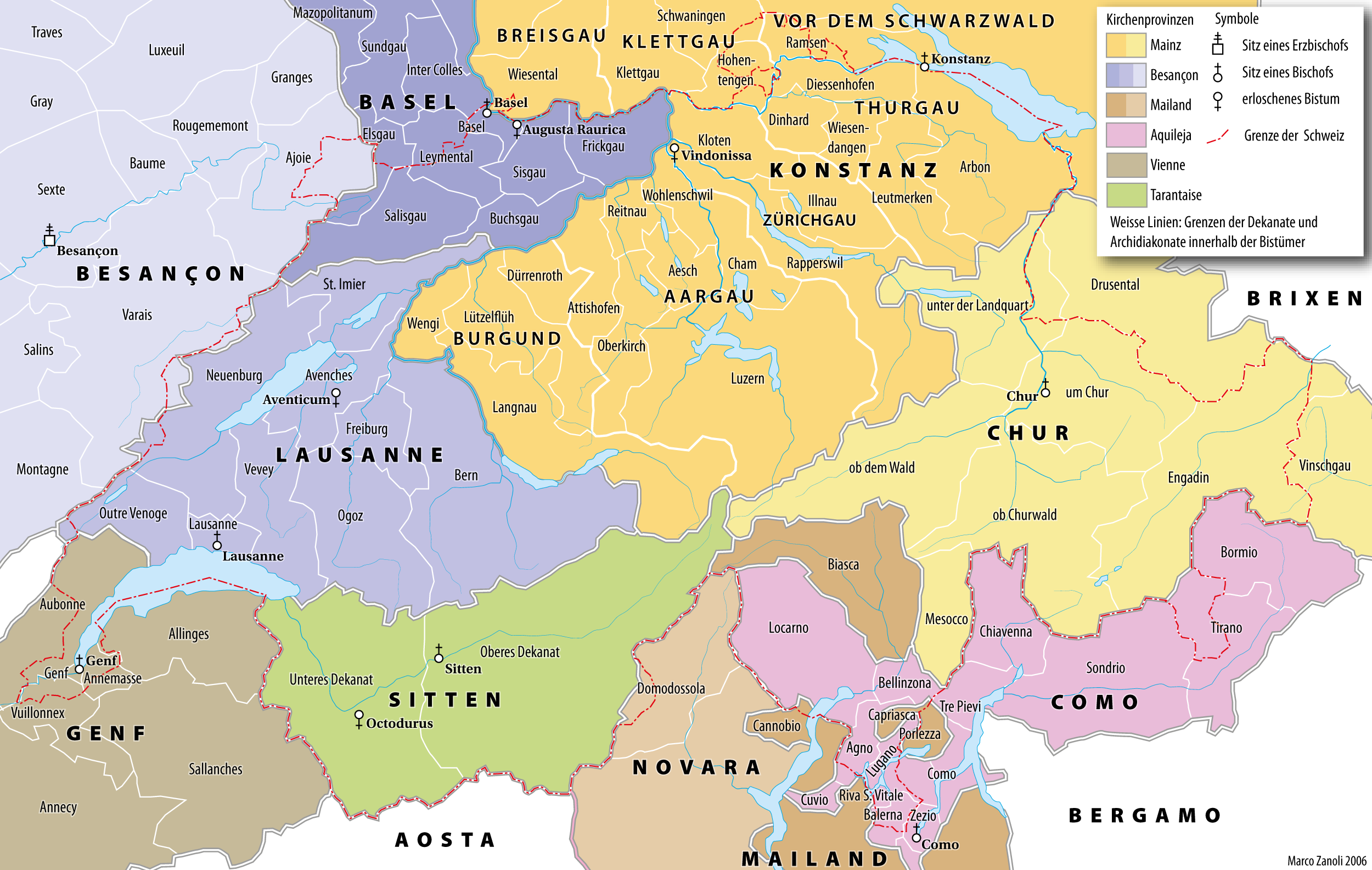
位于瑞士的库尔采邑主教区（浅黄色）

现今的罗马天主教库尔教区

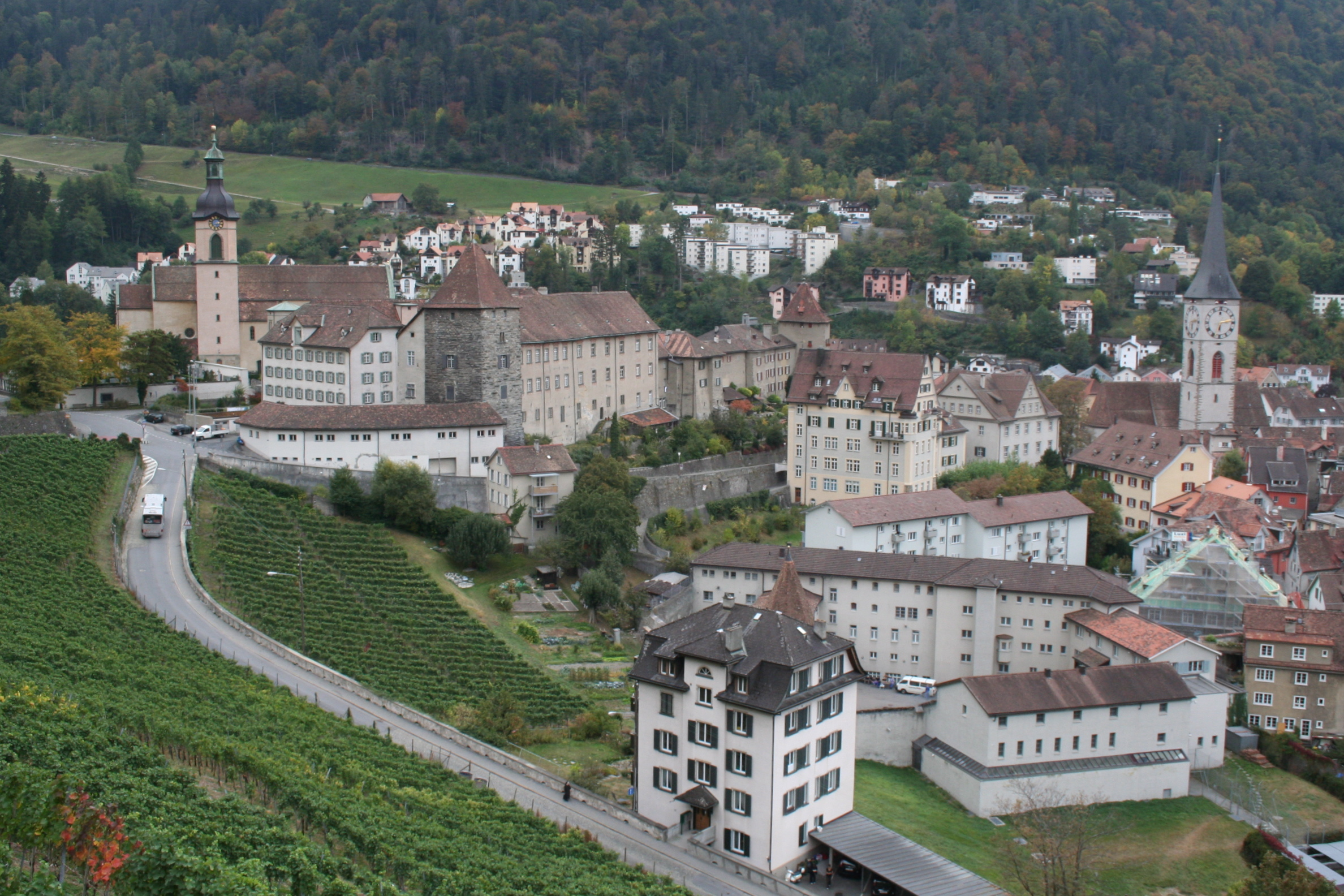
库尔市上方的主教法院，以及库尔大教堂（左）

## 历史
库尔采邑主教区成立于451年，当时阿西尼奥被任命为第一任库尔主教。  1170年，腓特烈一世皇帝将库尔主教提升为库尔采邑主教。 
1621年10月，奥地利进攻库尔采邑主教区和整个神所同盟。同年11月22日，奥地利攻占了库尔。在随后的和平协议中，奥地利从库尔手中夺取了下恩加丁，并保留了在库尔驻军和使用其道路的权利。  1624年10月27日，一支由8,000名法国和瑞士士兵组成的军队袭击了驻扎在库尔的奥地利人。由于奥地利在春季撤离了大部分驻军，法军迅速消灭了奥地利驻军，夺取了库尔及周边土地。 在旧瑞士邦联的跨阿尔卑斯战役期间，库尔采邑主教区控制了瓦尔泰利纳、博尔米奥和基亚文纳。 

## 宗教
作为一个教会国家，他们的领袖是由教宗任命的。然而，在1440年，采邑主教选举是由美因茨选帝侯而不是由时任教宗恩仁四世确认的。  1441年，已经是康斯坦茨主教的海因里希·冯·霍文（Heinrich von Höwen）也成为了库尔主教。  1447年1月12日，教宗恩仁四世向皇帝腓特烈三世颁发了教宗诏书，允许他终身提名库尔的主教。 

## 主教
- 亨利二世：1180–1193 [11]
- 阿诺德二世：1210-1221年 12 月24日[12] [13]
- 鲁道夫二世：1223–1226 [13]
- 伯特霍尔德：1226-1233年8月25日[14] [13]
- 乌尔里希四世：1233–1237 [13]
- 沃尔克南德：1238–1251 [13]
- 海因里希·冯·霍文：1441−？ [9]

### 引文
1. ↑  Oechsli 2013，第64頁.
2. ↑  Oechsli 2013，第11頁.
3. ↑  Historical Dictionary of Switzerland.
4. ↑  Büsching 1762，第255頁.
5. ↑  Oechsli 2013，第190頁.
6. ↑  Oechsli 2013，第192頁.
7. ↑  Oechsli 2013，第40頁.
8. ↑  Stieber 1978，第171頁.
9. 1 2  Stieber 1978，第478頁.
10. ↑  Stieber 1978，第282–283頁.
11. ↑  Napran 2005，第89頁.
12. ↑  Pixton 1995，第303頁.
13. 1 2 3 4 5  Pixton 1995，第195頁.
14. ↑  Pixton 1995，第403頁.

### 书籍
- Büsching, Anton Friedrich. . Oxford. 1762. ISBN 9781371415914.
- Dopsch, Alfons. . London: Routledge. 2013. ISBN 9781135032388.
- Napran, Laura. . Woodbridge: The Boydell Press. 2005. ISBN 9781843831204.
- Oechsli, Wilhelm. . Cambridge: Cambridge University Press. 2013. ISBN 9781107629332.
- Pixton, Paul B. . Leiden: Brill. 1995. ISBN 9789004102620.
- Stieber, Joachim W. . Leiden: Brill. 1978. ISBN 9789004052406.
- Walsh, Michael. . Collegeville: Liturgical Press. 2007. ISBN 9780814631867.

### 网址
- The Alps - 4.1 Church and Religious Life在線上《瑞士歷史辭典》中的德文、法文或版詞條。